# Northern Counties East Football League
Northern Counties East Football League er en engelsk fodboldliga, der blev grundlagt i 1982 som en fusion af Yorkshire League og Midland League. Ligaen har to divisioner, Premier Division og Division One, som befinder sig på niveau 9 og 10 i det engelske ligasystem. Siden 2011–12 har ligaen være sponsoreret af Baris.
Fra 1982 til 2007 var ligaen vært for verdens ældste lokalopgør mellem verdens to ældste klubber, Sheffield FC og Hallam FC. Hallam FC's hjemmebane, Sandygate Road er optaget i Guinness Rekordbog som "Verdens ældste hjemmebane". Et andet af verdens ældste hold, Brigg Town, som har hjemme i Brigg ved Scunthorpe, har også spillet i ligaen.
Vinderen af Premier Division kan blive rykket op i Northern Premier League, forudsat at klubben opfylder forbundets krav til stadionfaciliteter. Hvid vinderne ikke opfylder kravene, kan oprykningspladsen gå videre til holdet på andenpladsen i divisionen. De to lavest placerede hold i Premier Division bliver ved sæsonens afslutning rykket ned i Division One, mens de to bedste hold i Division One bliver rykket op i Premier Division. De lavest placerede hold i Division One kan blive rykket ned til en division på niveau 11 i ligaystemet, men de seneste sæsoner har der ikke altid været nedrykning på grund af ledige pladser i Division One.
Vinderne af Central Midlands League North Division, Humber Premier League Premier Division, Sheffield & Hallamshire County Senior League Premier Division, West Yorkshire League Premier Division og East Midlands Counties League er berettiget til oprykning til Northern Counties East League, afhængig af holdenes geografiske placering.

## Struktur
Ligaens struktur har varieret over tiden:
- 1982–84: Premier Division, Division One (North), Division One (South), Division Two (North), Division Two (South)
- 1984–85: Premier Division, Division One (North), Division One (Central), Division One (South)
- 1985–86: Premier Division, Division One, Division Two, Division Three
- 1986–91: Premier Division, Division One, Division Two
- 1991–nu: Premier Division, Division One

## Mestre
| Sæson   | Premier Division      | Division One          | Division One       | Division Two               | Division Two           |
| Sæson   | Premier Division      | North                 | South              | North                      | South                  |
| ------- | --------------------- | --------------------- | ------------------ | -------------------------- | ---------------------- |
| 1982–83 | Shepshed Charterhouse | Scarborough Reserves  | Lincoln United     | Rowntree Mackintosh        | Woolley Miners Welfare |
| 1983–84 | Spalding United       | Pontefract Collieries | Borrowash Victoria | Harrogate Railway Athletic | Retford Town           |

| Sæson   | Premier Division | Division One      | Division One   | Division One      |
| Sæson   | Premier Division | Central           | North          | South             |
| ------- | ---------------- | ----------------- | -------------- | ----------------- |
| 1984–85 | Belper Town      | Armthorpe Welfare | Farsley Celtic | Long Eaton United |

| Season  | Premier Division | Division One         | Division Two   | Division Three |
| ------- | ---------------- | -------------------- | -------------- | -------------- |
| 1985–86 | Arnold           | North Ferriby United | Lincoln United | Collingham     |

| Sæson   | Premier Division | Division One           | Division Two                      |
| ------- | ---------------- | ---------------------- | --------------------------------- |
| 1986–87 | Alfreton Town    | Ossett Albion          | Frecheville Community Association |
| 1987–88 | Emley            | York Railway Institute | Pickering Town                    |
| 1988–89 | Emley            | Sheffield              | Ossett Town                       |
| 1989–90 | Bridlington Town | Rowntree Mackintosh    | Winterton Rangers                 |
| 1990–91 | Guiseley         | Sheffield              | Hall Road Rangers                 |

| Sæson     | Premier Division         | Division One             |
| --------- | ------------------------ | ------------------------ |
| 1991–92   | North Shields            | Stocksbridge Park Steels |
| 1992–93   | Spennymoor United        | Lincoln United           |
| 1993–94   | Stocksbridge Park Steels | Arnold Town              |
| 1994–95   | Lincoln United           | Hatfield Main            |
| 1995–96   | Hatfield Main            | Selby Town               |
| 1996–97   | Denaby United            | Eccleshill United        |
| 1997–98   | Hucknall Town            | Garforth Town            |
| 1998–99   | Ossett Albion            | Harrogate Railway        |
| 1999–2000 | North Ferriby United     | Goole                    |
| 2000–01   | North Ferriby United     | Borrowash Victoria       |
| 2001–02   | Brigg Town               | Gedling Town             |
| 2002–03   | Alfreton Town            | Mickleover Sports        |
| 2003–04   | Bridlington Town         | Shirebrook Town          |
| 2004–05   | Goole                    | Sutton Town              |
| 2005–06   | Buxton                   | Carlton Town             |
| 2006–07   | Retford United           | Parkgate                 |
| 2007–08   | Winterton Rangers        | Dinnington Town          |
| 2008–09   | Mickleover Sports        | Scarborough Athletic     |
| 2009–10   | Bridlington Town         | Tadcaster Albion         |
| 2010–11   | Farsley                  | Staveley Miners Welfare  |
| 2011–12   | Retford United           | Handsworth               |

## Ligacupturneringer
Ligaen har tre cupturneringer:
- League Cup har deltagelse af alle holdene i ligaen.
- Wilkinson Sword Trophy er kun for holdene i Division One.
- President's Cup er åben for hold, der sluttede i top 8 i sin division den forrige sæson, forudsat at holdet stadig spiller i ligaen.

### Vindere
| Sæson     | League Cup                 | President's Cup            | Trophy                  |
| --------- | -------------------------- | -------------------------- | ----------------------- |
| 1982–83   | Shepshed Charterhouse      |                            |                         |
| 1983–84   | Ossett Albion              |                            |                         |
| 1984–85   | Alfreton Town              |                            |                         |
| 1985–86   | Sutton Town                |                            |                         |
| 1986–87   | Harrogate Railway Athletic |                            |                         |
| 1987–88   | York Railway Institute     |                            |                         |
| 1988–89   | Bridlington Town           |                            |                         |
| 1989–90   | Ossett Town                |                            |                         |
| 1990–91   | Guiseley                   | North Ferriby United       |                         |
| 1991–92   | North Shields              | North Shields              |                         |
| 1992–93   | Spennymoor United          | Maltby Miners Welfare      |                         |
| 1993–94   | Hucknall Town              | Lincoln United             |                         |
| 1994–95   | Stocksbridge Park Steels   | Arnold Town                |                         |
| 1995–96   | Ashfield United            | Belper Town                | Pontefract Collieries   |
| 1996–97   | Hucknall Town              | Hucknall Town              | Garforth Town           |
| 1997–98   | Hucknall Town              | Glasshoughton Welfare      | Staveley Miners Welfare |
| 1998–99   | Denaby United              | North Ferriby United       | Yorkshire Amateur       |
| 1999–2000 | Garforth Town              | North Ferriby United       | Goole                   |
| 2000–01   | Sheffield                  | Selby Town                 | Pickering Town          |
| 2001–02   | Alfreton Town              | Alfreton Town              | Bridlington Town        |
| 2002–03   | Ossett Albion              | Harrogate Railway Athletic | Mickleover Sports       |
| 2003–04   | Hallam                     | Eastwood Town              | Hall Road Rangers       |
| 2004–05   | Sheffield                  | Buxton                     | Lincoln Moorlands       |
| 2005–06   | Liversedge                 | Buxton                     | Retford United          |
| 2006–07   | Mickleover Sports          | Retford United             | Parkgate                |
| 2007–08   | Winterton Rangers          | Liversedge                 | Hall Road Rangers       |
| 2008–09   | Long Eaton United          | Nostell                    | Staveley Miners Welfare |
| 2009–10   | Dinnington Town            |                            |                         |
| 2010–11   | Farsley                    |                            |                         |
| 2011–12   | Thackley                   | Handsworth                 | Grimsby Borough         |